# NGC 1005
NGC 1005 é uma galáxia elíptica (E-S0) localizada na direcção da constelação de Perseus. Possui uma declinação de +41° 29' 36" e uma ascensão recta de 2 horas, 39 minutos e 27,6 segundos.
A galáxia NGC 1005 foi descoberta em 9 de Dezembro de 1871 por Édouard Jean-Marie Stephan.